# Gagrella sinensis
Gagrella sinensis is een hooiwagen uit de familie Sclerosomatidae.